# Sarlabag
Sarlagab o Zarlagab fue un gobernante de la dinastía guti de Sumer, que según la Lista Real Sumeria, gobernó entre ca. 2129  a.  C. y 2126  a.  C. (cronología corta).
Pudo haber sido contemporáneo del rey acadio Sharkalisharri, si este Sarlagab es el mismo rey guti Sharlag al que capturó Sharkalisharri, de acuerdo con uno de sus nombre de año.